# Hanusará
Hanusará är en liten flod i byn Sørvágur på ön Vágar i Färöarna. Hunsará kan översättas till Hanus flod och Hanus är ett färöiskt mansnamn men det är oklart vilken Hanus floden är döpt efter.
Den första bosättningen i Sørvágur var utmed denna lilla flod.